# Ущерб (фильм, 2009)
«Ущерб» (англ. Damage) — фильм-боевик канадского режиссёра Джеффа Ф. Кинга, вышедший в 2009 году на DVD, также впоследствии получивший ограниченный прокат в кинотеатрах США. 
В главных ролях снимались Стив Остин, Линда Бойд, Уолтон Гоггинс и Лора Вандерворт. Слоган фильма — ««Fight hard to survive»».

## Сюжет
Освобожденный условно-досрочно после отбытия четырех из семи лет тюрьмы за непредумышленное убийство второй степени, Джон Брикнер (Стив Остин) переезжает в Сиэтл, где днем устраивается на работу строителем, а ночью подрабатывает вышибалой в баре. Однажды после работы он встречается с Вероникой Рейнольдс (Линда Бойд), вдовой человека, которого он убил при самообороне. Выясняется, что она ходатайствовала об условно-досрочном освобождении Джона после многочисленных писем с извинениями, которые он писал ей на протяжении многих лет. Она также говорит ему, что её восьмилетняя дочь Сара (Кэтлин Магер) нуждается в пересадке сердца, и теперь Джон должен оплатить операцию стоимостью 250 000 долларов США.
С помощью официантки из бара Фрэнки (Лора Вандерворт) Джон находит бойцовского промоутера Рино Полсента (Уолтон Гоггинс). Когда Брикнер понимает, что работа связана с подпольными боями, он отклоняет предложение, несмотря на то, что Рино сказал ему, что он может получить шестизначную прибыль в этом деле. На следующий день его увольняют со строительных работ, но он спасает своего босса от сердечного приступа. Позже той же ночью он решает принять участие в бойцовском турнире, где побеждает своего первого противника. Джон выигрывает бои один за другим, поднимаясь по турнирной лестнице и зарабатывая тысячи. Однако выясняется, что Рино должен синдикату более 150 тысяч долларов и должен выплатить их в течение недели, иначе они навредят Фрэнки, которого он покрыл за долг.
Выиграв очередной изнурительный поединок, Джон срочно отправляет Веронику в больницу, обнаружив женщину без сознания в её же квартире, где она перерезала себе запястья после получения уведомления о том, что поставщик донорских органов отклонил ее запрос на донорское сердце. Во время боя он побеждает своего противника, но проигрывает матч, когда его пытаются заставить убить поверженного соперника. Это приводит к тому, что Рино проигрывает свою ставку и подвергается жестокому избиению со стороны синдиката. На следующий день Джона подбирает магнат по фамилии Вельц (Уильям Б. Дэвис), который оказывается владельцем строительной фирмы, где работал Джон. В знак благодарности за спасение жизни своего зятя от сердечного приступа Вельц предлагает покрыть ставку Джона в размере 150 000 долларов США на главное событие или погасить долг Рино. Джон решает погасить долг Рино.
Следующей ночью Джон сталкивается с действующим чемпионом Венделлом Тиммонсом (Тони Бейли) и побеждает его. Выясняется, что Дьякон (Доннелли Роудс), пожилой друг Рино, поставил на него в этом бою. На полученные от него деньги Джон оплачивает пересадку сердца для Сары, после чего Рино в конце фильма предлагает ему новую сделку.

## В ролях
- Стив Остин — Джон Брикнер
- Линда Бойд — Вероника Рейнольдс
- Уолтон Гоггинс — Рино Полсент
- Лора Вандерворт — Фрэнки
- Доннелли Роудс — Дьякон
- Уильям Б. Дэвис — Вельц
- Эдриан Холмс — Рэй Шарп

## Производство
Съёмки начались 17 октября 2008 года в Ванкувере. На роли бойцов-оппонентов Стива Остина взяли настоящих борцов и реслеров, чтобы постановка драк выглядела более убедительной. Как итог, в ходе съёмок Остин сломал нос бойцу ММА Полу Лэзенби на съёмочной площадке 22 октября.

## Отзывы
Блогер Митч Лоуэлл отметил, что «Ущерб» снят лучше чем большинство фильмов формата Direct-to-video и в нём есть несколько хороших сцен драк, но при этом раскритиковал актёрскую игру Стива Остина.